# Sam Hunt
Sam Lowry Hunt (Cedartown, 8 dicembre 1984) è un cantante statunitense.

## Biografia
Sam Hunt è nato l'8 dicembre 1984 a Cedartown, Georgia, Stati Uniti, il maggiore dei tre figli di Allen e Joan Hunt, rispettivamente un agente di assicurazione e un insegnante. Ha studiato presso Cedartown High School dove ha giocato a Football. È stato nominato 2002 Co-Offensive Player of the Year, è stato selezionato per la Georgia Sportswriters associazione All-State classe AAA prima squadra come un giocatore per tutti i ruoli, ed è stato un candidato del Wendy Liceo Heisman. È stato un quarterback per due anni al Middle Tennessee State University e da due anni al UAB dove si è laureato in filosofia prima di laurearsi in economia. Ha avuto azioni limitate in sei partite con il MiddleTennessee; al UAB, ha giocato solo sette partite durante la stagione 2006 a causa di infortuni. Dopo la pratica di ogni giorno, ha imparato a suonare la chitarra acustica.
Per quanto riguarda la radice del suo interesse per la musica, Hunt ha ricordato tra le soste in tour, "non mi sono mai visto come un musicista o di avere alcun talento musicale ... Stavo solo ammazzando il tempo durante l'estate, e un amico aveva da poco comprato una chitarra. Un giorno l'ho presa e per capriccio ho detto, "sai, io credo di voler comprare una chitarra". I compagni di stanza del college di Hunt, dopo aver ascoltato un paio di canzoni che ha scritto, lo hanno incoraggiato a prenotare spettacoli al bar, dando l'inizio della sua ricerca di una carriera musicale.
Dopo la laurea nell'UAB nel 2007, i suoi talenti sono stati notati dalla NFL ed è stato invitato al training camp con i Kansas City Chiefs. "Sapevo che questa era una possibilità che capita una volta nella vita, e avevo bisogno di scoprire se potevo fare tutta la strada ", ha detto Hunt. Nel 2008, due mesi dopo il fallito tentativo di impressionare la squadra di football, per la sorpresa della sua famiglia e degli amici, ha lasciato lo sport per perseguire una carriera musicale, e si trasferisce a Nashville insieme ad un amico con solo "un po' di cibo e due materassi e [ ...] il minivan di sua madre".

## Carriera
Hunt ha scritto varie hit per altri artisti, tra cui Come Over di Kenny Chesney, Cop Car di Keith Urban e We Are Tonight di Billy Currington. Nel Settembre 2013 Hunt ha distribuito indipendentemente il suo singolo Raised on It.
Nel Gennaio 2014 firmò un contratto discografico con l'etichetta country MCA Nashville. Il suo primo singolo per la MCA fu Leave the Night On, che raggiunse la posizione numero 1 nelle classifiche country nell'ottobre del 2014 ed è stata certificato disco di platino dalla RIAA. Il suo primo album, Montevallo, fu distribuito il 27 Ottobre 2014. Montevallo alla posizione numero 1 della classifica degli album country e alla posizione numero 3 della Billboard 200. Il secondo singolo dell'album, Take Your Time, raggiunse la posizione numero 20 nella Billboard Hot 100 ed è stato certificato doppio platino negli Stati Uniti. Montevallo ha prodotto, oltre a Leave The Night On e Take Your Time, altre due hit nella top 40 della Billboard Hot 100, House Party e Break Up in a Small Town.
Hunt ha collaborato con la cantante country Carrie Underwood scrivendone il testo della canzone Heartbeat, distribuita nell'Ottobre del 2015.
Nell'agosto 2016 il cantante country William Michael Morgan raggiunge la posizione numero 1 della classifica country con il brano I Met a Girl, scritto da Sam Hunt e originariamente registrato nel suo mixtape del 2013 Between The Pines.
Nel febbraio 2017 pubblica il singolo Body like a Back Road.
Il 15 aprile 2017 sposa la sua fidanzata storica, Hannah Lee Fowler, in una cerimonia privata nella sua città natale Cedartown, in Georgia.

## Discografia

### Album in studio
- 2014 - Montevallo
- 2020 - Southside

### Mixtape/EP
- 2013 - Between The Pines (Acoustic Mixtape)
- 2014 - X2C

### Singoli
- 2013 - Raised on It
- 2014 - Leave the Night On
- 2014 - Take Your Time
- 2015 - House Party
- 2015 - Break Up in a Small Town
- 2016 - Make You Miss Me
- 2017 - Body like a Back Road
- 2018 - Downtown's Dead
- 2019 - Kinkfolks